# Зоран Пеневски
Зоран Пеневски (Панчево, 1967) српски је писац романа и графичких романа, сценариста и преводилац. 

## Дела

### Романи
- Мање важни злочини (2005) – стипендија Фонда „Борислав Пекић“
- Трагови одсуства (2008)
- Поноћ на твојим рукама (2012)
- Лектор (2015)

### Графички романи (текст)
- Љубазни лешеви (2003) – коаутор са Ивицом Стевановићем; први српски графички роман – преведен на енглески језик под насловом Kindly Corpses (2016)
- Des Rivierès sur les Ponts (2004)
- Лексикон ликовних легија (2005) – коаутор са Ивицом Стевановићем
- L’Anatomie du Ciel (2006) - коаутор са Ивицом Стевановићем
- Филип и Олга - књишки мољци (2012) - награда на Салону стрипа у Београду
- Корпоративни пандемонијум (2014) - награда УЛУПУДС-а за стрип године

### Књиге за децу
- Будимир и ретке врсте (2013)
- Сара и заборављени трг (2015)
- Сара и јануар за две девојчице (2018)
- Чудо у Плавој шуми (јануар 2025)

### Збирке приповедака
- Фламански месечар (1997)
- Историја стомака (1999) - приче о Гогољу

### Приређивач
- Ту где почиње небо (2011) – избор из дела Мирослава Антића
- Књига да пукнеш од монструма (2013) – збирка вицева
- Први у Србији (2016) – занимљивости из историје почетака [2]

Објављивао је приче, текстове, приказе, критике и есеје (о књижевности, стрипу, музици, илустрацији и др.) у часописима Свеске, НИН, Време, Вечерње новости, Данас, Арт 032, Квадарт, Књижевна реч, Реч, Повеља, Детињство, Летопис Матице српске, Ритам итд.
Превео је више од педесет књига (са енглеског, немачког и македонског језика), а уредио више од сто издања. Радови су му превођени на енглески, француски, холандски и македонски језик. 